# Corina Morariu
Corina Morariu (Detroit, 26 de Janeiro de 1978) é uma ex-tenista profissional estadunidense, de descendência romena, é conhecida por ser uma especialista em duplas.

## Grand Slam finais

### Duplas: 3 (1–2)
| Posição | Ano  | Campeonato          | Piso  | Parceira          | Oponente                          | Placar        |
| Campeã  | 1999 | Wimbledon           | Grama | Lindsay Davenport | Mariaan de Swardt Elena Tatarkova | 6–4, 6–4      |
| Vice    | 2001 | Aberto da Austrália | Duro  | Lindsay Davenport | Serena Williams Venus Williams    | 6–2, 2–6, 6–4 |
| Vice    | 2005 | Aberto da Austrália | Duro  | Lindsay Davenport | Svetlana Kuznetsova Alicia Molik  | 6–3, 6–4      |